# وینزبرو (جورجیا)
وینزبرو، جورجیا (به انگلیسی: Waynesboro, Georgia) یک شهر در ایالات متحده آمریکا با جمعیت ۵٬۷۶۶ نفر است که در جورجیا واقع شده‌است.

## موقعیت جغرافیایی
موقعیت جغرافیایی شهرها و مناطق اطراف به شرح زیر است: